# Kejuan Johnson
Kejuan Camont Johnson (* 26. Juni 1985 in Lynwood) ist ein ehemaliger US-amerikanischer Basketballspieler.

## Werdegang
Johnson besuchte die Artesia High School in Lakewood (US-Bundesstaat Kalifornien), wechselte 2003 an die Humboldt State University und stieß mit der Mannschaft im Frühling 2004 ins Halbfinale der zweiten NCAA-Division vor. Er spielte hernach in der Saison 2004/05 am Long Beach City College und wurde in der South Coast Conference South Division als bester Spieler der Saison ausgezeichnet. Von 2005 bis 2007 war er Student und Basketballspieler an der Long Beach State University in der ersten NCAA-Division. Im Frühjahr 2007 leitete die NCAA eine Ermittlung ein, da Zweifel an der Hochschulzulassung Johnsons bestanden. Johnson musste drei Spiele pausieren und war dann wieder spielberechtigt. Johnson kam insgesamt auf 49 Einsätze für die Long Beach State University, er erzielte im Schnitt 13,7 Punkte je Begegnung.
Seine Laufbahn als Berufsbasketballspieler begann Johnson im Herbst 2007, als er kurzzeitig für Hapoel Galil Elyon in Israel spielte und in vier Ligaeinsätzen 6,3 Punkte im Durchschnitt verbuchte. Nach rund zweijähriger Pause nahm der 1,93 Meter große Aufbauspieler im Vorfeld der Saison 2009/10 ein Angebot des deutschen Regionalligisten MTV Itzehoe an. In Itzehoe zeigte er teils überragende Leistungen wie 47 Punkte bei einem Sieg Anfang November 2009. Für die Mannschaft erzielte er 29,2 Punkte je Begegnung und war damit in der Saison 2009/10 Korbschützenkönig der 1. Regionalliga Nord. Seine guten Leistungen bei den Norddeutschen brachten Johnson einen Vertrag beim Zweitligisten Paderborn Baskets ein. Auch in Paderborn fiel er durch seine Angriffsleistungen auf und führte im Spieljahr 2010/11 die 2. Bundesliga ProA mit 21 Punkten je Begegnung als bester Korbschütze an. Ein Engagement beim deutschen Drittligisten BG Illertal-Weißenhorn zu Beginn der Saison 2011/12 endete nach elf Tagen, Johnson wechselte im November 2011 zu Jaszberenyi KSE nach Ungarn, trennte sich aber bereits im Folgemonat von der Mannschaft.
Er setzte seine Laufbahn ab Ende Januar 2013 bei KB Bashkimi Prizren im Kosovo fort. Ab November 2013 stand Johnson bei Peñarol Mar del Plata in Argentinien unter Vertrag, Ende Januar 2014 kam es zwischen Johnson und der Mannschaft zur Trennung, nachdem er in 17 Einsätzen im Schnitt 7,4 Punkte je Begegnung erzielt hatte. Er spielte anschließend für Ferroviario Beira in Mosambik und trug zum Gewinn des Landesmeistertitels 2014 bei. Johnson wechselte nach Japan zu den Sendai 89ers und wurde im Anschluss an die Saison 2014/15 als bester Spieler der BJ-Liga ausgezeichnet. Mit 23,8 Punkten je Begegnung war er bester Korbschütze der Spielklasse. Zur Saison 2015/16 wechselte er innerhalb der Liga zu den Shiga Lakestars, wurde aber Mitte November 2015 nach zwölf Spielen wieder entlassen. Johnson beklagte anschließend öffentlich, zum Sündenbock der ungleichmäßigen Leistungen der Mannschaft gemacht worden zu sein. Nur kurz nach der Trennung von den Shiga Lakestars nahm ihn Ligakonkurrent Hamamatsu Higashimikawa Phoenix unter Vertrag.
Zu Beginn der Saison 2016/17 spielte Johnson erneut für KB Bashkimi Prizren, Mitte Januar 2017 trennte er sich von der Mannschaft und wechselte nach Argentinien zum Club de Regatas Corrientes, für den er bis Ende April 2017 spielte. Anschließend trat er als Spieler im Profibasketball nicht mehr in Erscheinung.